# Scheldemolen
De Scheldemolen is een grondzeiler in het Belgische Doel, een deelgemeente van Beveren-Kruibeke-Zwijndrecht. De molen is een ronde stenen grondzeiler van 1614, waarmee het een van de oudst bewaard gebleven ronde stenen molens in de provincie is. Hij staat niet op, maar in de dijk die het land beschermt tegen het water van de Schelde.
De Scheldemolen is in bedrijf geweest tot 1927. Daarna heeft hij verschillende functies gehad en nu (2010) is er een restaurant in gevestigd. De molen kan door de bijbehorende aanbouw niet meer kruien en is uitsluitend uitwendig gerestaureerd. Sinds 1946 is het een beschermd monument, wat niet wegneemt dat hij in zijn voortbestaan wordt bedreigd. Met de uitbreiding van de haven van Antwerpen zou het plaatsje Doel wijken. Er werd wel gesproken over het behoud van drie monumenten in de plaats, waarvan de Scheldemolen er een was. In maart 2023 besliste de Vlaamse regering dat Doel zou behouden worden en terug een leefbaar dorp moest worden en dat er geïnvesteerd zou worden in de renovatie van de Scheldemolen. 
Op vraag van het Agentschap Onroerend Erfgoed gaat de Maatschappij Linkerscheldeoever, als eigenaar, in de loop van 2025 de molen terug op de Scheldedijk plaatsen, gecombineerd met een nieuwe brasserie.